# Sulfoquinovose
Le sulfoquinovose, également appelé 6-sulfoquinovose et 6-désoxy-6-sulfo-D-glucopyranose, est un ose autour duquel sont structurés les sulfoquinovosyldiacylglycérols (SQDG), des sulfolipides. Il s'agit d'un acide sulfonique dérivé de l'UDP-glucose pour donner de l'UDP-sulfoquinovose sous l'action de l'UDP-sulfoquinovose synthase (SQD1).